# Cudahy (Wisconsin)
Cudahy és una població dels Estats Units a l'estat de Wisconsin. Segons el cens del 2000 tenia 18.429 habitants.

## Demografia
Segons el cens del 2000, Cudahy tenia 18.429 habitants, 7.888 habitatges, i 4.890 famílies. La densitat de població era de 1.498 habitants per km².
Dels 7.888 habitatges en un 28% hi vivien nens de menys de 18 anys, en un 46,6% hi vivien parelles casades, en un 11,6% dones solteres, i en un 38% no eren unitats familiars. En el 32,5% dels habitatges hi vivien persones soles el 12,8% de les quals corresponia a persones de 65 anys o més que vivien soles. El nombre mitjà de persones vivint en cada habitatge era de 2,32 i el nombre mitjà de persones que vivien en cada família era de 2,94.
Per edats la població es repartia de la següent manera: un 23% tenia menys de 18 anys, un 8% entre 18 i 24, un 31,3% entre 25 i 44, un 21,9% de 45 a 60 i un 15,8% 65 anys o més.
L'edat mediana era de 38 anys. Per cada 100 dones de 18 o més anys hi havia 92,9 homes.
La renda mediana per habitatge era de 40.157 $ i la renda mediana per família de 49.082 $. Els homes tenien una renda mediana de 36.787 $ mentre que les dones 25.882 $. La renda per capita de la població era de 19.615 $. Aproximadament el 5,6% de les famílies i el 8,2% de la població estaven per davall del llindar de pobresa.

## Poblacions més properes
El següent diagrama mostra les poblacions més properes.